# Кузьмицкий, Александр Александрович
Александр Александрович Кузьмицкий — советский и российский инженер, генеральный директор ПО «Рубин» (1974—1979), директор Российского НИИ информационных технологий и систем автоматизированного проектирования (1997—2014), лауреат Государственной премии СССР (1977).

## Биография
Родился 12 ноября 1935 г. в Смоленске.
Окончил МАИ по специальности «Радиотехника» (1959).
Послужной список:
- 1959—1963 инженер, старший инженер, начальник лаборатории, заместитель главного инженера завода п/я 2257 (Москва);
- 1963—1969 заместитель главного инженера Московского телевизионного завода;
- 1969—1974 начальник ОКБ Московского ПО «Рубин» Минрадиопрома СССР;
- 1974—1979 генеральный директор ПО «Рубин»;
- 1979—1986 заместитель министра промышленности средств связи СССР;
- 1986—1989 заместитель министра приборостроения, средств автоматизации и систем управления СССР;
- 1989—1990 заместитель министра электротехнической промышленности и приборостроения СССР;
- 1990—1991 заместитель председателя Государственного комитета СССР по науке и технике — начальник Отдела электронизации и приборостроения;
- 1991—1992 заместитель председателя Государственного комитета СССР по науке и технологиям;
- 1992—1993 заместитель министра науки и технической политики РФ;
- 1997—2014 директор НИИ информационных технологий и систем автоматизированного проектирования;
- с 2014 г. советника ректората МИРЭА — Российского технологического университета.

Доктор технических наук (1995, тема диссертации «Исследование и разработка моделей и механизмов управления развитием приоритетных направлений науки и техники в условиях перехода к рыночной экономике»).
Награждён орденами Трудового Красного Знамени, «Знак Почёта», Октябрьской революции, медалями «За доблестный труд», «Ветеран труда», «300 лет Российскому Флоту».
Лауреат Государственной премии СССР (1977, в составе коллектива) — за разработку цветных телевизоров, их унификацию и освоение в серийном производстве.
Умер 3 июня 2021 года в возрасте 85 лет. Похоронен на Кунцевском кладбище.
Сочинения:
- Инновационно-технологическое развитие: стратегии, приоритеты, закономерности [Текст] / Б. И. Волостнов, А. А. Кузьмицкий, В. В. Поляков ; Некоммерческое партнерство «Нац. технологическая палата», Гос. учреждение «Российский науч.-исследовательский ин-т информ. технологий и систем автоматизированного проектирования». — Москва : Ваш полиграфический партнер, 2011. — 351, [1] с. : ил., табл.; 29 см; ISBN 978-5-4253-0126-0
- Инновационно-технологическое развитие: научные основы и механизмы технологической модернизации [Текст] : монография / Б. И. Волостнов, А. А. Кузьмицкий, В. В. Поляков ; Некоммерческое партнерство «Нац. технологическая палата», Федеральное гос. бюджетное учреждение «Российский науч.-исследовательский ин-т информ. технологий и систем автоматизированного проектирования». — Москва : Буки Веди, 2013. — 301 с. : ил., табл.; 29 см; ISBN 978-5-4465-0215-8